# Fjernadgang
Med fjernadgang (engelsk Remote access) menes indenfor datakommunikation og telekommunikation at nå ressourcer (processorkraft, software, information m.v.) over større afstand. Fjernadgang etableres i dag ofte via Internettet, men fjernadgang kan også etableres over andre kommunikationsnet, eksempelvis mobilnet. Fjernadgang giver eksempelvis mulighed for at afvikle programmer, indsamle information m.v. via en computer, der ved hjælp af fjernadgang har adgang til en anden computer eller server hvorpå programmerne afvikles, information findes m.v.
Der findes flere tekniske løsninger for at opnå information via internet, eksempelvis Virtual Private Network, SSL og løsninger udviklet af Citrix.
| Telekommunikation | Spire Denne artikel om telekommunikation er en spire som bør udbygges. Du er velkommen til at hjælpe Wikipedia ved at udvide den. |